# 6-氯-2-氨基四氢萘
6-氯-2-氨基四氢萘（6-CAT）是一种有机化合物，化学式为C10H12ClN。它可由6-氯-β-四氢萘酮和氰基硼氢化钠在乙酸铵存在下于甲醇中还原得到。它可经叠氮磺酰氟转化为2-叠氮基-6-氯四氢萘。